# 2780 Монніг
2780 Монніг (2780 Monnig) — астероїд головного поясу, відкритий 28 лютого 1981 року.
Тіссеранів параметр щодо Юпітера — 3,656.